# Leo Lucassen
Leonardus Antonius Christoffel Jacobus (Leo) Lucassen (Meijel, 25 juli 1959) is een Nederlandse historicus in het domein van arbeids- en migratiegeschiedenis. Zijn onderzoek focust op wereldwijde migratiegeschiedenis, integratie, migratiesystemen, migratiecontroles, zigeuners en de staat, staatsvorming en moderniteit, en stedelijke geschiedenis.

## Levensloop
Lucassen promoveerde in 1990 op het proefschrift En men noemde hen zigeuners. De geschiedenis van Kaldarasch, Ursari, Lowara en Sinti in Nederland, 1750-1944. Hij heeft zich sindsdien in de geschiedenis van migratie en integratie gespecialiseerd.
Sinds 1 november 2005 is hij hoogleraar sociale geschiedenis aan de Universiteit Leiden. In 2010 werd hij verkozen tot lid van de Academia Europaea. In september 2014 werd hij Directeur Onderzoek van het Internationaal Instituut voor Sociale Geschiedenis (IISG) en in april 2020 volgde hij Henk Wals op als directeur. Bij dit instituut werkte ook zijn oudere broer Jan Lucassen, emeritus hoogleraar in internationale en vergelijkende sociale geschiedenis.
In 2016 werd hij benoemd tot adjunct-professor aan de Universiteit van Aalborg in Denemarken. De titel adjunct-professor wordt in Denemarken gegeven aan hoogleraren die wegens bijzonder verdiensten en expertise een bijdrage kunnen leveren aan de kwaliteit van een onderzoeksgroep. In 2019 werd Leo Lucassen lid van de Koninklijke Nederlandse Academie van Wetenschappen.
Lucassen publiceerde verschillende boeken, waaronder 'Vijf Eeuwen Migratie' (2018), dat hij samen met zijn broer Jan Lucassen schreef. In dit boek staat de lange en rijke migratiegeschiedenis van Nederland centraal.
Lucassen reageert met enige regelmaat in de media om het beeld dat radicaal-rechts schetst over moslims, migranten en asielzoekers niet klopt, en ook hoe gevaarlijk dat is. Dit levert hem ook de nodige beledigingen en bedreigingen online op.

## Lezingen
- Hoe heeft massa-immigratie Nederland rijk gemaakt? - Universiteit van Nederland
- Over gastarbeiders - Universiteit van Nederland
- Wanneer stonden Nederlanders te juichen bij de komst van vluchtelingen? - Universiteit van Nederland
- Wanneer is een allochtoon geïntegreerd? - Universiteit van Nederland
- Wat zijn de kosten en baten van migratie? - Universiteit van Nederland

## Kritiek
Econoom Hans Roodenburg bekritiseert Leo Lucassen omdat hij immigratie overdreven positief zou presenteren, zonder de nadelen en kosten volledig mee te wegen.

## Werken (selectie)
- En men noemde hen zigeuners. De geschiedenis van Kaldarasch, Ursari, Lowara en Sinti in Nederland, 1750-1944, Amsterdam, SDU/Stichting Beheer IISG, 1990. ISBN 90-6861-055-4
- The Immigrant Threat. The integration of old and new migrants in Western Europe since 1850. Urbana, University of Illinois Press, 2005. ISBN 978-0-252-07294-9
- Enzyklopädie Migration in Europa. Vom 17. Jahrhundert bis zur Gegenwart. Hrsg. von Klaus J. Bade, Pieter C. Emmer, Leo Lucassen und Jochen Oltmer. Paderborn & München, Ferdinand Schöningh & Wilhelm Fink, 2007, ISBN 978-3-506-75632-9
- Leo Lucassen en Wim Willems (red.): Living in the City Urban Institutions in the Low Countries, 1200-2010. Routledge, 2011. ISBN 9781032924045
- Leo Lucassen en Jan Lucassen: Winnaars en verliezers. Een nuchtere balans van vijfhonderd jaar immigratie. 4e herziene druk. Amsterdam, Prometheus – Bert Bakker, 2015. ISBN 9789035136434 (1e druk: 2011). Duitse vertaling: Gewinner und Verlierer. Fünf Jahrhunderte Immigration. Eine nüchterne Bilanz. Münster, 2014
- Henk van Houtum & Leo Lucassen: Voorbij Fort Europa. Een nieuwe visie op migratie. Amsterdam, Atlas Contact, 2016. ISBN 978-90-450-3182-8
- Leo Lucassen & Jan Lucassen: Vijf eeuwen migratie. Een verhaal van winnaars en verliezers. Amsterdam, Atlas Contact 2018. ISBN 978-9045036090 (Herziene editie van Winnaars en verliezers (2011)).
- Jan Lucassen & Leo Lucassen: Migratie als DNA van Amsterdam 1550 - 2021. Amsterdam, Atlas Contact, 2021. ISBN 9789045045177